# Vautour moine
Aegypius monachus
Pour les articles homonymes, voir Moine (homonymie).
Pour un article plus général, voir Vautour.
Genre
Espèce
Répartition géographique
- habitat permanent
- zone d'hivernage
- nidification

Statut de conservation UICN

 NT  : Quasi menacé
Statut CITES
Le Vautour moine (Aegypius monachus) est une espèce de rapaces diurnes charognards appartenant à la famille des Accipitridae.
L'aire de répartition de ce vautour est le Paléarctique, dont l'Europe du sud. Au milieu du XVIe siècle, Pierre Belon le mentionne comme faisant partie de la faune de France. Au XIXe siècle il est considéré comme commun en Provence et certains auteurs le présentent comme nicheur jusque dans les Vosges et la haute vallée du Rhin.
Au XXIe siècle, il ne reste plus en Europe que trois populations relictuelles ou réintroduites et il y est maintenant protégé.
C'est la seule espèce du genre Aegypius. Le Vautour oricou (Torgos tracheliotus) est parfois inclus dans ce genre sous le nom de Aegypius tracheliotus.

## Étymologie
Aegypius dérive du latin gyps «vautour» et pius «pieux», le latin monachus signifiant «moine».
Le Vautour moine tire son nom de sa livrée sombre rappelant la bure noire des moines, de sa collerette faisant un capuchon sur ses épaules et de son crâne «tonsuré».

## Description

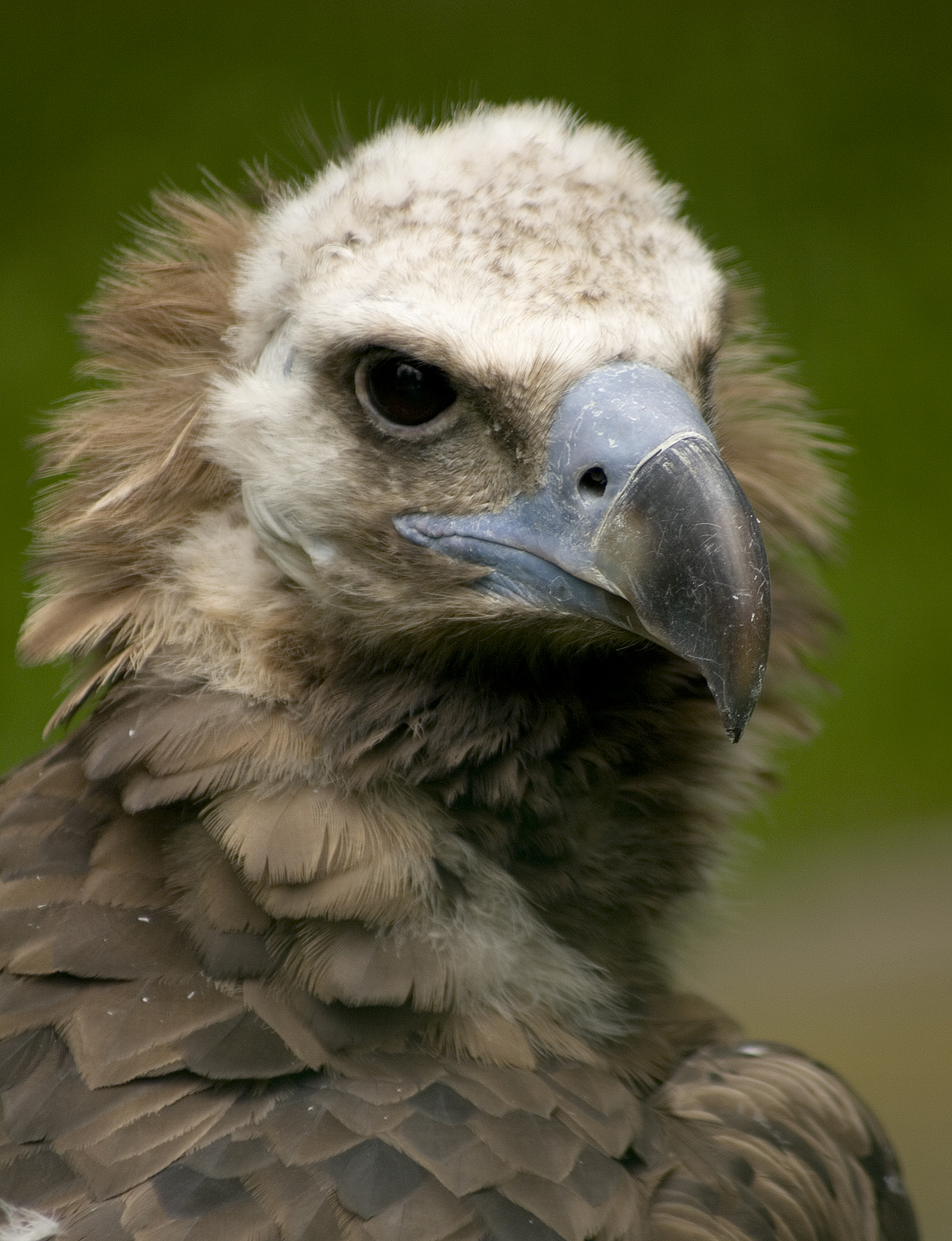
Détail de la tête et du cou d’un vautour moine.

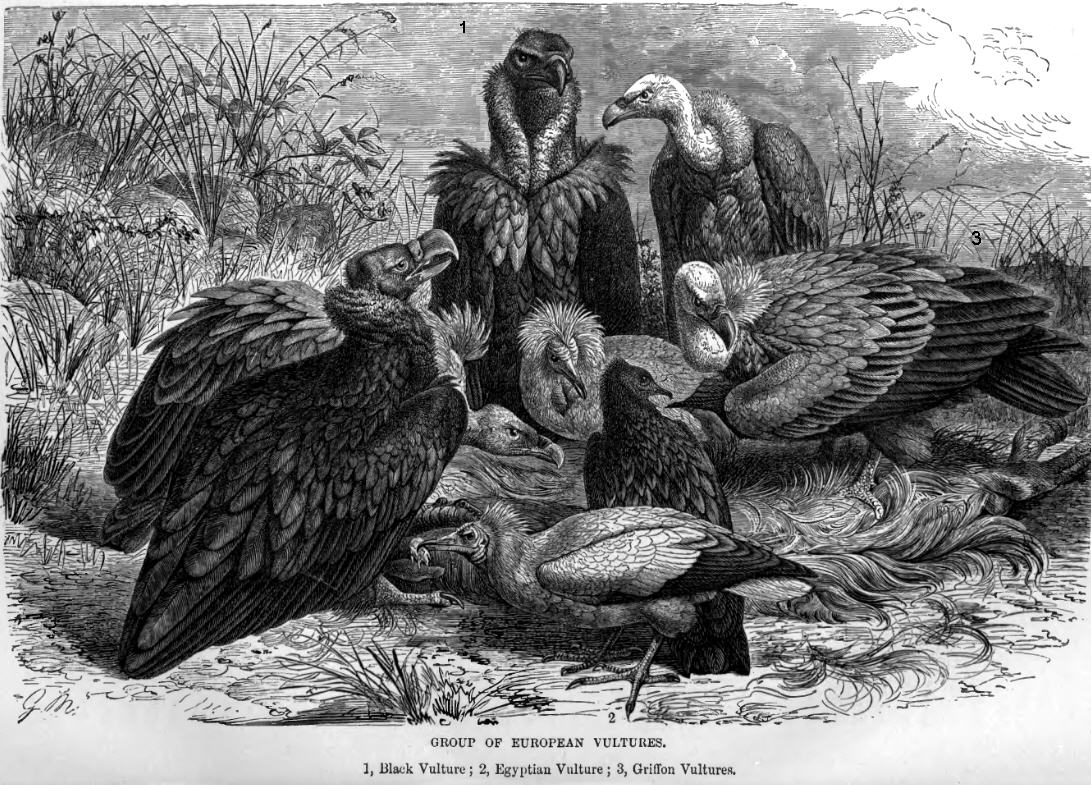
Gravure permettant des comparer trois espèces de vautours : vautour moine (à gauche), vautour fauve (à droite) et percnoptère (en bas)

### Mensurations
C'est le plus grand rapace d'Europe avec le Gypaète Barbu et l'un des plus grands du monde puisque son envergure mesure de 2,65 à 2,95 m. Il est un peu plus grand en hauteur que le Vautour fauve (100 à 110 cm au lieu de 95 à 110 cm). Il pèse généralement de 8 à 11 kg,.

### Aspect général
Le plumage du Vautour moine est brun foncé sur la majeure partie de son corps. Le cou est entouré d'une collerette de plumes érectiles, légèrement plus claire que le reste du plumage. La calotte crânienne est couverte d’un duvet gris clair voire blanchâtre, nettement plus clair que le reste du plumage, ce qui peut passer de loin pour une tonsure : cela est à l'origine de son nom vernaculaire de vautour moine, et de son nom d'espèce scientifique monachus. Le bec, très fort, est recouvert d'une cire gris-bleuâtre à la base, et noire à l'extrémité de la mâchoire supérieure, jaune à l'extrémité de la mâchoire inférieure.
Il n'y a pas de dimorphisme sexuel, mais les femelles sont, en moyenne, un peu plus lourdes que les mâles

### Espèce similaire
En vol, la silhouette du Vautour moine peut être confondue avec celle du Vautour fauve. Cependant, le Vautour moine a une envergure moyenne plus importante. Il se distingue du vautour fauve par une coloration plus sombre, une tête plus grosse, des ailes plus larges et une queue plus longue, formant à la pointe un angle obtus. Au sol, la confusion entre ces deux espèces n'est guère possible (voir gravure ci-contre).

## Mode de vie
L'oiseau adulte est sédentaire et ne s'éloigne guère de son site de ponte en période de reproduction, mais les jeunes ou les célibataires ont un comportement erratique et explorent des territoires parfois très éloignés de leur site de naissance.

### Locomotion

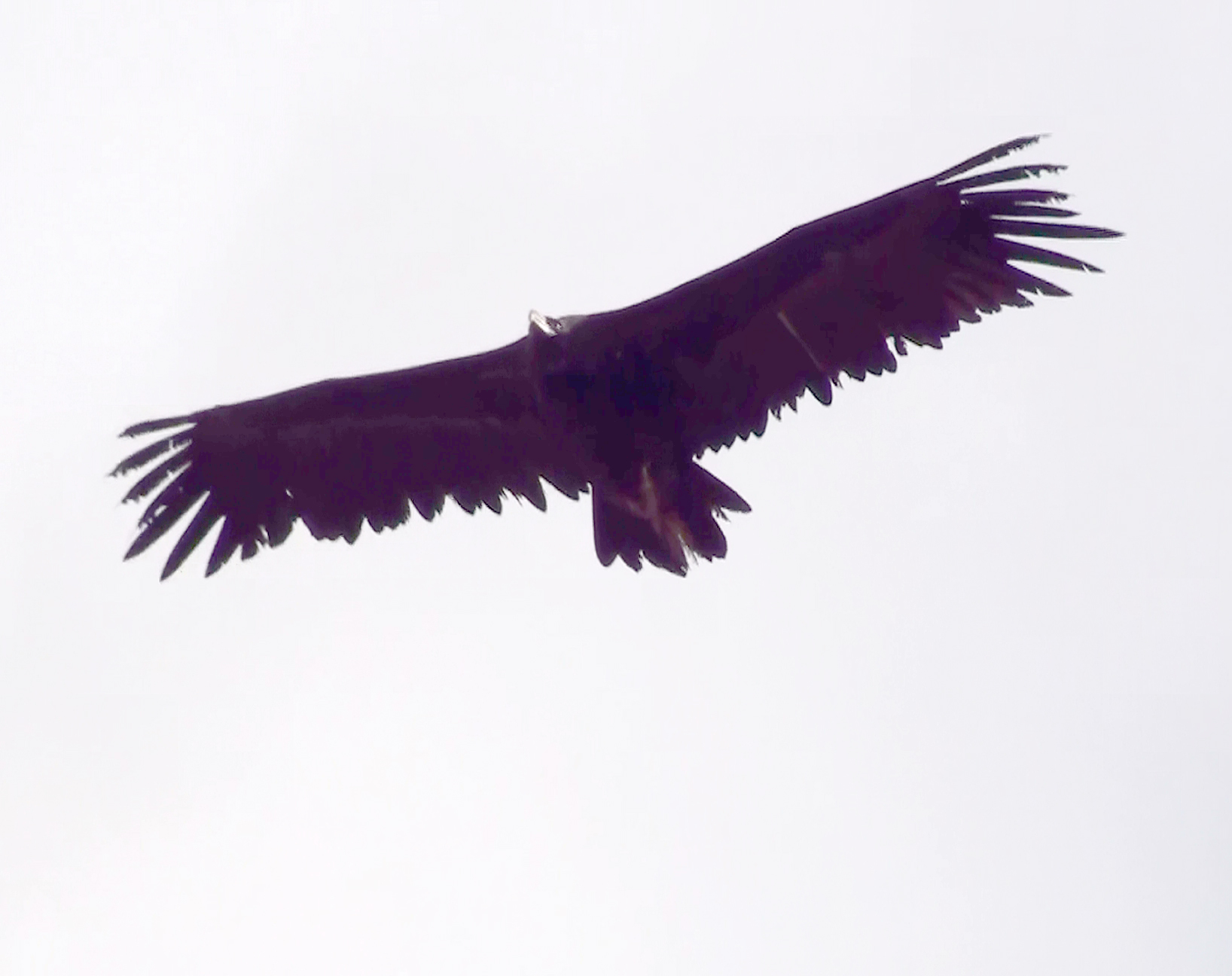
Silhouette du vautour moine en vol

Au sol, son maintien est droit, la tête haute.
Le vol est souple, glissant, et les battements d'ailes sont rares. La tête dépasse peu à l'avant de l'animal et les ailes, tenues bien à plat, ont une extrémité légèrement tombante et une forme globale rectangulaire.

### Alimentation
Il se nourrit exclusivement de charognes, le plus souvent d'artiodactyles (ovins, caprins, bovins) ou de périssodactyles (équins) sauvages ou domestiques, mais parfois aussi d'autres cadavres, comme ceux des léporidés (lapins, lièvres). L'analyse des restes de nourriture dans les nids a montré un régime très diversifié avec de nombreuses espèces : mouton, chèvre, renards, lièvre, lapin de garennes, sanglier, chevreuil, mouflon, vache, poules mais aussi cheval, porc, lapin domestique, campagnol, rat, ragondin, marmotte, chamois, chien, chat, blaireau, martre, fouine, genette, couleuvre, crapaud commun, crave, pie et merle,.
Alors que le Vautour fauve consomme essentiellement des viscères et des muscles, le Vautour moine se nourrit principalement des parties plus coriaces (peau, tendons, ligaments, cartilages et nerfs).

### Comportement social
Nettement moins grégaire que le Vautour fauve, le Vautour moine est semi-territorial et niche généralement en colonie lâche, les nids étant espacés de plusieurs centaines de mètres.

### Reproduction

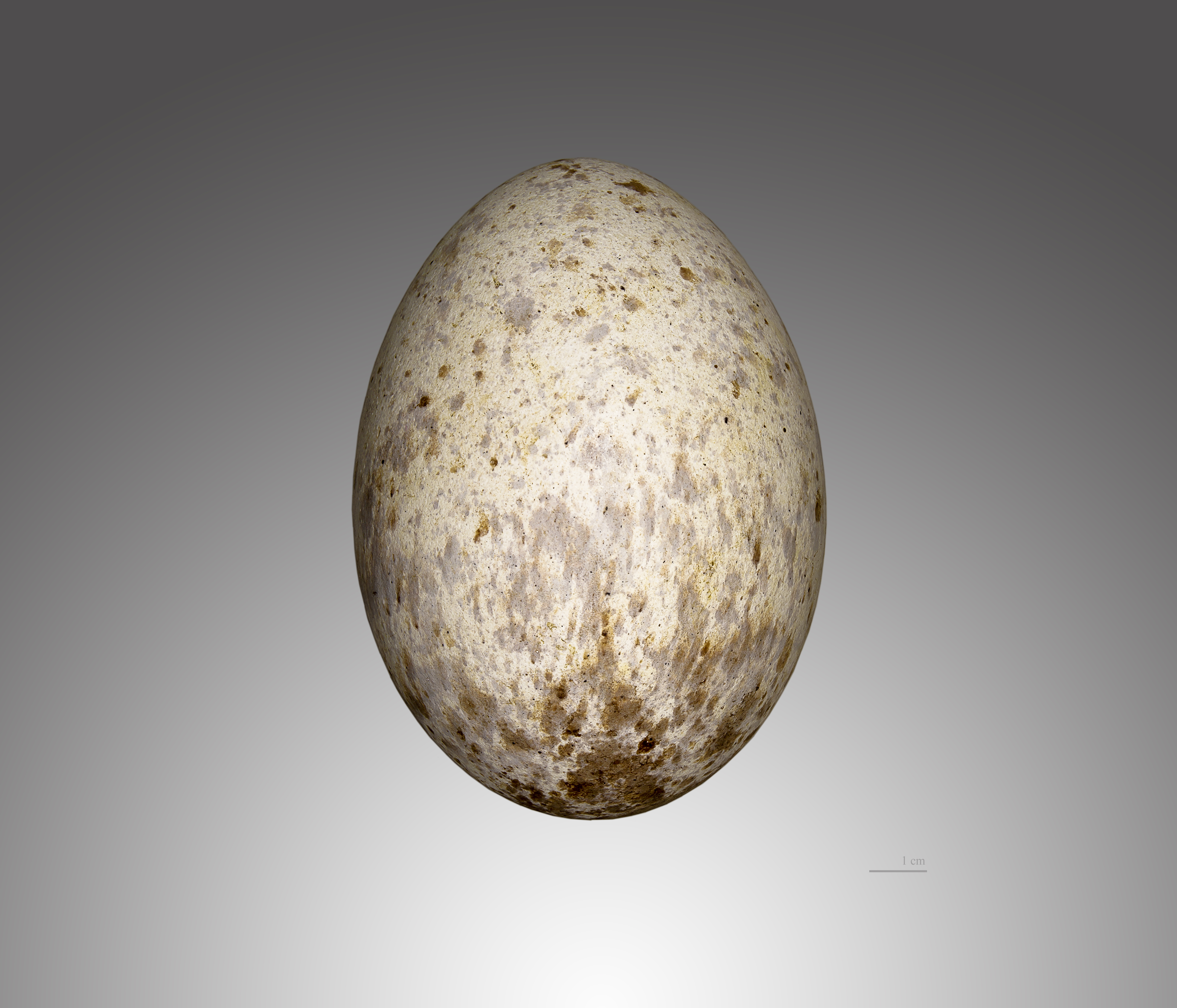
Aegypius monachus - Muséum de Toulouse

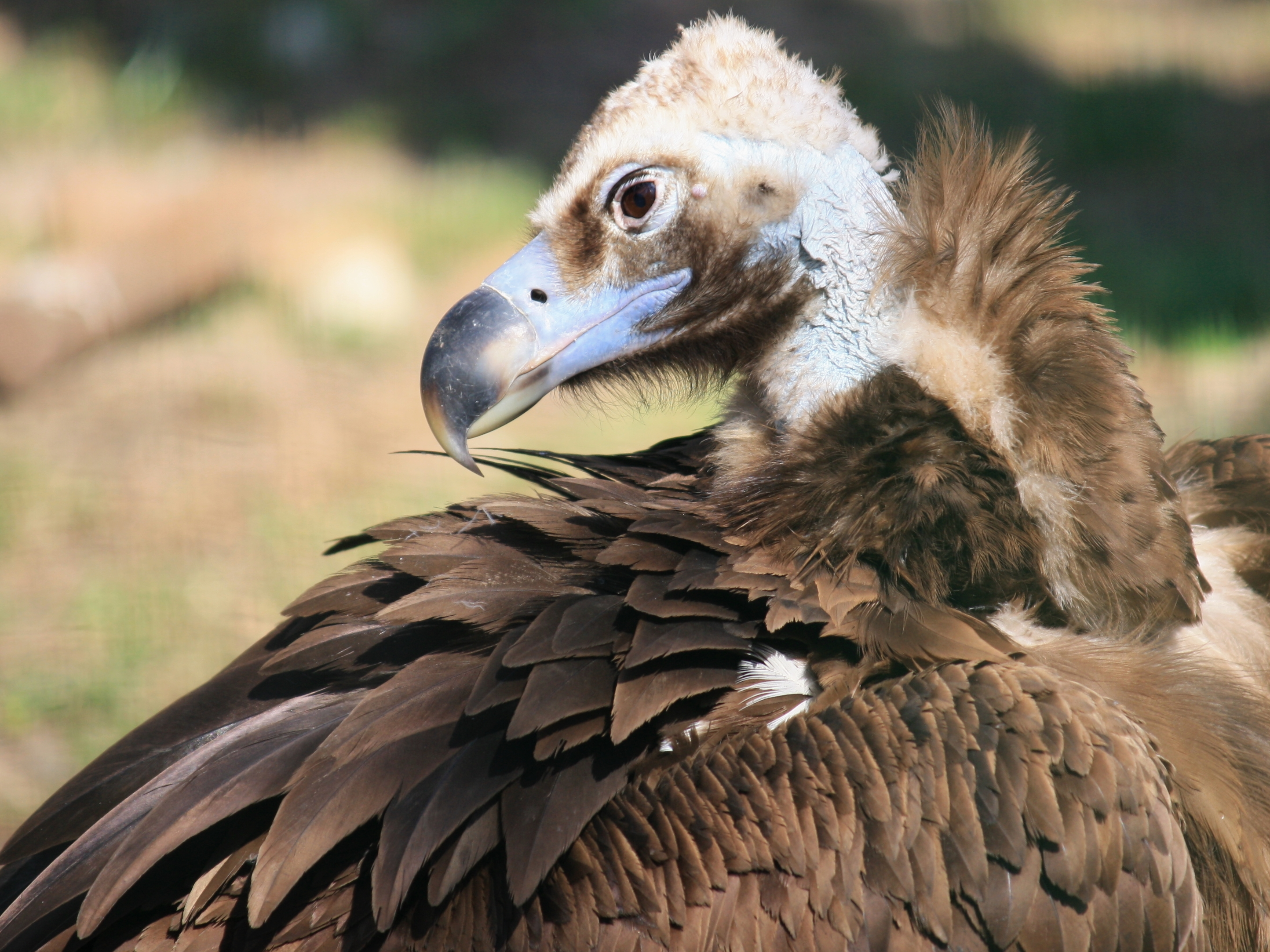
Vautour moine.

L'adulte est sexuellement mature vers 4 à 5 ans, mais les couples peuvent se former dès l’âge de deux ans et commencer à construire un nid. Il est très rare qu'une reproduction soit couronnée de succès avant l'âge de 4 ans, mais des cas de reproduction réussies dès l’âge de trois ans sont connus dans les Grands Causses.
Les parades aériennes débutent entre janvier et mars, à peu près en même temps que la construction du nid. Les parades sont essentiellement aériennes et consistent en des vols en tandem, mâle et femelle volant de concert l'un au-dessus de l'autre. Le nid est bâti de 3 à 20 m au-dessus du sol, sur un arbre généralement choisi sur une pente. Ce nid, parfois très imposant, mesure entre 1 et 2 m de diamètre. Il est composé d'un amoncellement de branches mortes disposées sur le sommet de l'arbre puis tassées. Un creux en forme de coupe est ensuite ménagé dans les branches puis est tapissé de végétaux verts : jeunes rameaux, herbe et mousse.
Les accouplements ont lieu sur le nid ou à proximité. La femelle pond entre février et mars un seul œuf, couvé alternativement par le mâle et la femelle durant 54 ou 55 jours (en moyenne).
Le poussin est nourri au nid durant 110 à 120 jours et prend son essor en août ou septembre. Après son envol, le jeune restera quelque temps avec ses parents, qui vont le nourrir encore plusieurs semaines.

## Répartition et habitat

### Répartition
Il semble que cette espèce ait à l'origine été présente dans tout le sud de l'Eurasie, de l'Espagne et du Portugal à la Chine, avec une présence ancienne avérée au Maroc. Elle a cependant disparu d'une grande partie de l'Europe et de la Chine, ainsi qu'au Maroc. En Europe, le Vautour moine se rencontre encore dans la péninsule Ibérique (Portugal, Espagne), la Grèce et elle a été réintroduite en France. Le Vautour moine s'est nettement raréfié dans le sud-ouest de l'Asie, notamment en Turquie, mais aussi dans le sud-ouest de la Chine.

### Habitat
À la différence du Vautour fauve qui niche lui sur les falaises et en colonies, le Vautour moine préfère construire son nid dans les arbres. Il exploite la forêt claire et les montagnes boisées, avec une nette préférence pour les arbres sempervirents.
En Europe, on le trouve à des altitudes variant de 300 à 1 400 m, c'est-à-dire sur des collines et des moyennes montagnes subissant l'influence du climat méditerranéen. Le Chêne vert (Quercus ilex), le Chêne liège (Quercus suber), le Pin sylvestre (Pinus sylvestris), le Pin noir (Pinus nigra) et le Genévrier commun (Juniperus communis) sont les espèces d’arbres les plus souvent choisis par le vautour moine pour l'installation de son nid.

## Statut de protection

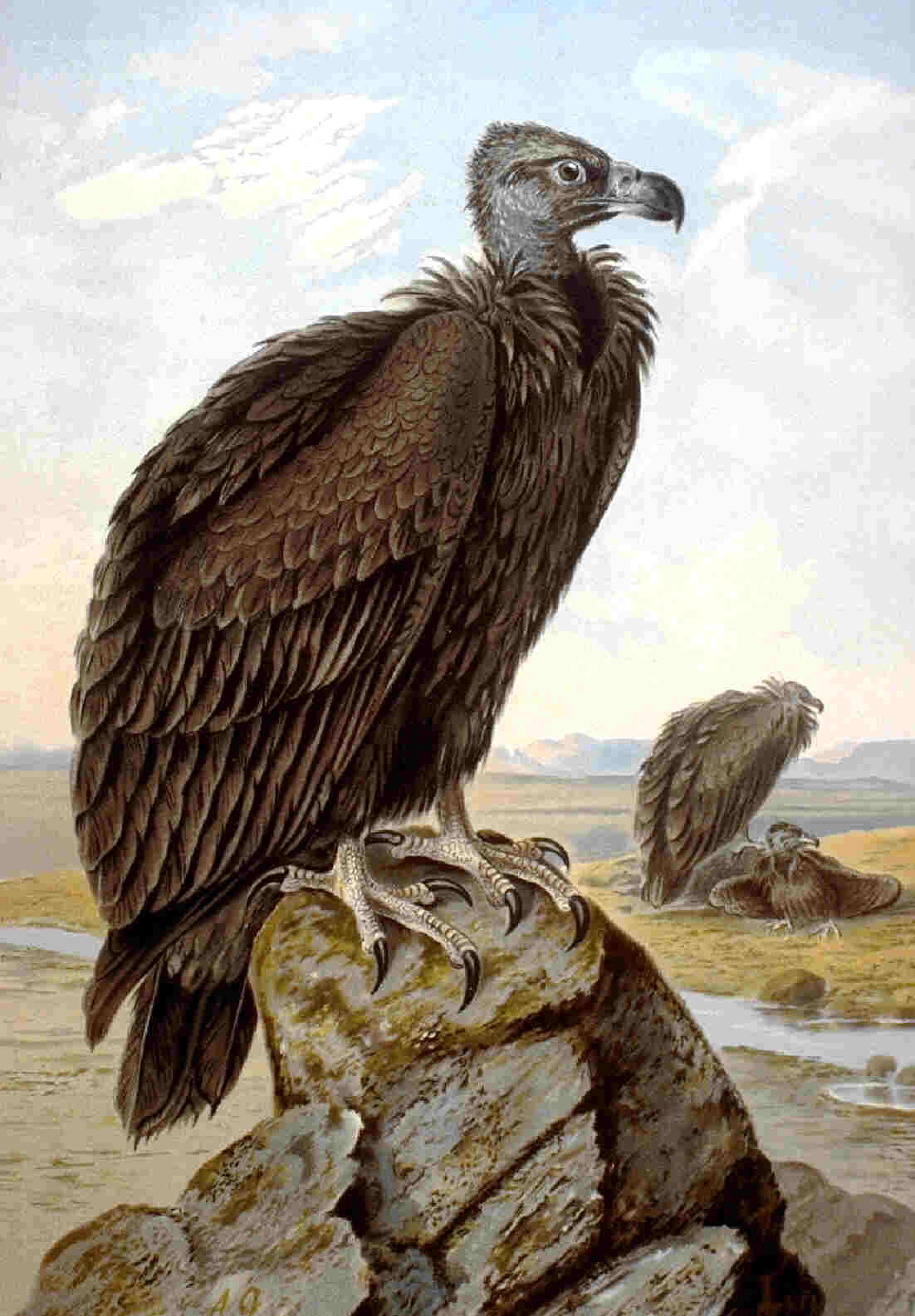
Illustration d'un vautour moine.

### Menaces
Les principales menaces pour le vautour moine sont la dégradation voire la perte de son habitat et les perturbations humaines, notamment au niveau des sites de nidification. L'exploitation forestière notamment peut, simplement par la création de chemins ou de clairières, provoquer des perturbations suffisantes pour que la saison de reproduction soit un échec.
C'est une espèce qui peut être blessée ou tuée par des collisions avec des lignes à haute tension. Le développement des parcs éoliens sont eux aussi une menace pour l'espèce.
Comme tous les vautours, il peut aussi être victime de saturnisme aviaire indirect ; après avoir mangé des animaux morts des suites de blessures par plomb de chasse toxique. L'offre de cadavres de moutons (morts dans les exploitations locales), disposés dans des "charniers" spéciaux (clôturés et répondant à des conditions fixées par un arrêté préfectoral) est un des moyens de limiter le contact des vautours avec la grenaille de plomb de chasse.
Les autres menaces sont les incendies de forêt, la pénurie de nourriture et le braconnage.

### Population

#### Populations européennes
La population européenne totale est estimée à environ 2 700 couples, dont plus de 90 % vivent en Espagne.
La population espagnole était estimée à environ 2500 couples en 2022, loin devant les populations française (53 couples), portugaises (35 couples), grecque (31 couples) et bulgare (1 couple).
En 2024, 54 couples reproducteurs étaient présents sur le territoire français (33 dans les Grands Causses, 14 dans les Baronnies et 7 dans le Verdon).

### Conservation
En France, une première tentative de réintroduction du vautour moine est menée dans le Parc national des Cévennes à partir de 1992, sous l'égide de la Black Vulture Conservation Foundation (devenue depuis VCF, Vulture Conservation Foundation). De 1992 à 2004, 53 individus ont été relâchés dans cette zone. En 2010, on observait 18 couples reproducteurs, ayant permis l'essor de 12 nouveaux individus.
Deux autres projets de réintroduction sont menés conjointement par la LPO, la VCF, les centres de sauvegarde du vautour moine espagnols, et les associations « Vautours en Baronnies » et « Vautours en Haute-Provence ». Ils visent deux réintroductions de l'espèce dans la région Provence-Alpes-Côte d'Azur. La réintroduction a débuté en 2004 dans les Baronnies et en 2005 dans les Gorges du Verdon.
Comme les autres espèces de vautours, il bénéficie de la mise en place de l'équarrissage naturel. Dans certains territoires, les éleveurs peuvent en effet être autorisé à déposer leurs bêtes mortes sur des placettes spécifiques afin qu'elles soient consommées par la faune sauvage.

### Protection

#### Au niveau mondial
L'IUCN a évalué l'espèce dans la liste rouge des espèces menacées, elle l'a classé dans la catégorie NT (quasiment menacée), du fait d'un inquiétant déclin des populations asiatiques.

#### Au niveau européen
Cette espèce est inscrite à l'annexe I de la directive Oiseaux de l'Union européenne. Cette inscription est due au déclin drastique des populations et aires de répartition de ce rapace dans les pays européens, notamment ceux du centre et du sud-est de l'Europe.
Le vautour moine est aussi inscrit à l’annexe II de la Convention de Berne, annexe qui répertorie les espèces de faune strictement protégées.
Il est inscrit à l’annexe II de la Convention de Bonn (CMS) qui le désigne comme une espèce migratrice se trouvant dans un état de conservation défavorable et nécessitant l’adoption de mesures de conservation et de gestion appropriées. Un plan d’action de 2008, visant la conservation des oiseaux de proie migrateurs en Afrique et Eurasie, le place en catégorie 1, c'est-à-dire dans la liste des espèces mondialement menacées et quasi-menacées (VU et NT) telles que définies par la Liste rouge de l'UICN et BirdLife International.
Il est de plus mentionné dans l'annexe III de la Convention de Washington (CITES) comme espèce vulnérable dont le commerce est strictement réglementé, mais aussi dans l'annexe A du Règlement communautaire CITES/CEE en tant qu'espèce menacée d’extinction dont le commerce à l’intérieur et à l’extérieur de l’Union européenne est interdit, sauf dans des conditions exceptionnelles.

#### Au niveau français
Le Vautour moine bénéficie d'une protection totale sur le territoire français par la loi du 10 juillet 1976 et son arrêté d’application du 29 octobre 2009. Il est donc interdit de le détruire, le mutiler, le capturer ou l'enlever, de le perturber intentionnellement ou de le naturaliser, ainsi que de détruire ou enlever les œufs et les nids et de détruire, altérer ou dégrader leur milieu. Qu'il soit vivant ou mort, il est aussi interdit de le transporter, colporter, de l'utiliser, de le détenir, de le vendre ou de l'acheter.
L'espèce est inscrite sur la liste rouge des espèces menacées en France, dans le chapitre des oiseaux nicheurs de France métropolitaine, sous la catégorie "EN" (en danger d'extinction).